# الرقم العالمي للسلع والمنتجات

الرقم العالمي للسلع والمنتجات

الرقم العالمي للسلع والمنتجات (بالإنجليزية: International Article Number)‏ ويسمى أيضا برقم المادة العالمي (عرف سابقا باسم رقم المادة الأوروبية) مجموعة من الأرقام تستخدم في جميع أنحاء العالم للتعريف بالمنتجات الإستهلاكية الغذائية أو الصناعية التي تُباع غالبًا في نقاط البيع بالتجزئة، ويمكن أيضًا استخدامها كأرقام لأغراض أخرى مثل طلب البيع بالجملة أو المحاسبة. يتكون الرقم غالبا من 13 خانة. حيث تقسم هذه الأرقام إلى أربع مجموعات.
يعتقد الكثير من الناس خطأً أن الأرقام الأولى من هذا الرقم توضح بلد منشأ المنتج. في الحقيقة هذا الرقم لا يشير إلى أي شيء دقيق حول بلد منشأ المنتج، نظرا لأن الشركات الأعضاء في منظمة GS1 (المنظمة التي تقوم بتعيين هذه الأرقام) يمكنها تصنيع المنتجات في أي مكان في العالم. الشيء الوحيد الذي تظهره هذه الأرقام الأولى هو بلد منشأ رقم الباركود نفسه أو البلد أو المنطقة الاقتصادية التي تم فيها تعيين هذا الرمز. لذلك يمكن أن تحتوي المنتجات التي تأتي من أي بلد معين على أي رقم عليها.
على سبيل المثال لو قامت شركة فرنسية باستيراد بعض المنتجات من الهند ومن ثم شحنتها إلى أيرلندا، في هذه الحالة تكون الأرقام الأولى من الرمز أو الباركود المطبوع على المنتج أو السلعة هي الأرقام الخاصة بفرنسا بحسب تعيين منظمة GS1 (وهي الأرقام 37,36,35,34,33,32,31,30). وعند وصول هذه المنتجات إلى إيرلندا فسيعتقد الناس أنها مصنوعة في فرنسا، بينما هي في الواقع مصنوعة في الهند تم تصديرها إلى ايرلندا عن طريق فرنسا.
إن أفضل طريقة لمعرفة أن منتج معين أو سلعة مصنوع في بلد معين (على سبيل المثال نيوزيلندا) هو قراءة مكان صناعة المنتج نفسه (صنع في نيوزلندا) والتي غالبا ما تكون مطبوعة على المنتج نفسه. بينما تقوم بعض الشركات المصنعة بطباعة عبارة «صنع في …..» مباشرةً فوق الرقم لمساعدة العملاء.